# Equalize Her
《Equalizer Her》는 대한민국의 여성 5인조 음악 그룹 베이비복스의 데뷔 앨범이다.

## 앨범
첫번째 활동 곡은 ’남자에게’로, 뉴하드 펑키댄스라는 새로운 장르를 도입해 당시 사회에 대한 질책을 담은 가사를 담고 있다. 하지만 지상파 방송국 SBS와 MBC에서 방송 부적격 판정을 받아 활동 곡을 ’머리하는 날’로 교체했다. 이 노래로 활동할 당시 메인보컬 차유미가 미국으로 돌아가면서 간미연을 영입시켰고 12월까지 활동을 이어갔지만 홍보 부재로 부진한 성과를 기록했다. 이 앨범은 2년 뒤 1999년, 베이비복스가 중국에 진출하게 되면서 중국 현지에도 발표되었다.
6번 트랙 ’비밀’을 제외한 모든 곡의 작곡·작사를 대부분 '원상우'와 '한경혜'가 맡았다. 4번 트랙 ‘스타트’는 8번 트랙 ’Waiting’의 한국어 버전이다. ’Waiting’은 다음 해 발표된 2집에도 재수록 되었다. 멤버 김이지는 6번 트랙 ’비밀’ 녹음에만 참여했다.

## 수록곡
| #            | 제목                        | 작사           | 작곡           | 재생 시간 |
| ------------ | --------------------------- | -------------- | -------------- | --------- |
| 1.           | 〈Interlude〉               | 한경혜         | 원상우         | 1:03      |
| 2.           | 〈머리 하는 날〉            | 한경혜         | 원상우         | 3:54      |
| 3.           | 〈남자에게 (민주주의)〉     | 한경혜         | 원상우         | 3:29      |
| 4.           | 〈스타트〉                  | 한경혜         | 원상우         | 3:23      |
| 5.           | 〈그들만의 세상〉           | 한경혜         | 원상우         | 4:33      |
| 6.           | 〈비밀〉                    | 김용호         | 신성호, 김제이 | 3:52      |
| 7.           | 〈미혼모〉                  | 김진아         | 원상우         | 4:09      |
| 8.           | 〈Waiting〉                 | John Anonymous | 원상우         | 3:23      |
| 9.           | 〈남자에게 (instrumental)〉 |                |                | 3:26      |
| 총 재생 시간 | 총 재생 시간                | 총 재생 시간   | 총 재생 시간   | 31:12     |

## 참여
이 목록은 해당 앨범의 부클릿 〈Credits〉목록에서 발췌하였다.
| 베이비복스 - 차유미 - 메인 보컬 - 이희진 - 서브 보컬 - 정현전 - 리더, 서브 보컬 - 김이지 - 서브 보컬 - 정시운 - 랩 |